# Eleventh Hour
Eleventh Hour is een Amerikaanse semi-wetenschappelijke televisieserie, die gebaseerd is op zijn Britse tegenhanger uit 2006. De Amerikaanse serie begon in 2008 en is een joint venture tussen Jerry Bruckheimer Television, Granada Television International en Warner Bros. Television.
Tot en met april 2009 werden er 18 afleveringen geproduceerd.

## Verhaal
Dr. Jacob Hood (Rufus Sewell), is een wetenschapper en in die hoedanigheid medewerker van de FBI. Voor deze Amerikaanse dienst lost hij samen met Special Agent Rachel Young (Marley Shelton) allerlei vreemde zaken op, die een wetenschappelijk tintje hebben. Ze worden daarbij geassisteerd door Special Agent Felix Lee (Omar Benson Miller).